# هجوم نيفل
كان هجوم نيفل (16 أبريل-9 مايو 1917)، عملية فرنسية بريطانية على الجبهة الغربية في الحرب العالمية الأولى. كان دور الفرنسيين في الهجوم بأن يكونوا حاسمين من الناحية الاستراتيجية من خلال اختراق الدفاعات الألمانية على جبهة «أن» في غضون 48 ساعة، مع توقع أن تصل الخسائر إلى حوالي 10,000 رجل. كان من المفترض أن يشن الجيش الفرنسي الثالث هجومًا أوليًا في سانت كوينتين بالإضافة لشن الجيوش البريطانية الأولى والثالثة والخامسة هجومًا في أراس، من أجل الاستيلاء على الأراضي المرتفعة وإلهاء الاحتياطات الألمانية عن الجبهات الفرنسية في «أن» وفي مقاطعة شامبانيا. شن الفرنسيون الهجوم الرئيسي على سلسلة جبال طريق السيدات «بالفرنسية: شيما دي ديم» (المعركة الثانية في أن)، مع هجوم فرعي من قبل الجيش الرابع (معركة شامبانيا الثالثة، أو معركة التلال، أو معركة تلال شامبانيا). كانت المرحلة الأخيرة من الهجوم هي متابعة اجتماع الجيوش البريطانية والفرنسية بعد اختراق الخطوط الألمانية، ثم ملاحقة الجيوش الألمانية المهزومة باتجاه الحدود الألمانية.
كانت الهجمات الفرنسية البريطانية ناجحة من الناحية التكتيكية؛ استولى الجيش الفرنسي الثالث التابع لمجموعة الجيش الشمالي على الدفاعات الألمانية غرب خط هيندنبيرغ (خط سيغفريد) بالقرب من سانت كوينتين في غضون ثلاثة أيام من 1 إلى 4 أبريل، قبل صد الهجمات الأخرى. حققت الفرقتان الأولى والثالثة من الجيش البريطاني أكبر تقدم منذ بدء حرب الخنادق، على طول نهر سكارب في معركة أراس، والتي ألحقت الكثير من الخسائر بالألمان، وألهت الاحتياطات واستولت على فيمي ريدج في الشمال. بدأ الهجوم الفرنسي الرئيسي على مقاطعة أن في 16 أبريل، وحقق أيضًا نجاحًا تكتيكيًا كبيرًا، لكنّ محاولة فرض معركة حاسمة استراتيجيًا على الألمان كانت فاشلة ومكلفة وانتهت بتعليق الهجوم الرئيسي بحلول 25 أبريل.
أدى فشل إستراتيجية نيفل والخسائر الفرنسية الكبيرة إلى التمرد وإقالة نيفل، وحل بيتان محله قبل اعتماد الفرنسيين استراتيجيةً دفاعية، ريثما تعافت جيوشهم وأعيد تسليحهم. استمر القتال المعروف باسم «معركة المراصد» من أجل الاستفادة المحلية طوال الصيف من طريق السيدات وعلى طول مرتفعات مورن فيلرز شرق الرانس. بدأ الفرنسيون في أواخر أكتوبر معركة «لا مالميسون» بين (23-27) أكتوبر، وهو هجوم محدود الهدف على الطرف الغربي من طريق السيدات، ما أجبر الألمان على التخلي عن مواقعهم المتبقية فيه والانسحاب عبر «وادي الجناح». ظل البريطانيون في موقف هجومي لبقية العام وخاضوا معارك ميسينز ومعركة باشنديل وكامبريه.

## الخلفية

### التطورات الاستراتيجية
بعد القتال المكلف في فردان وعلى السوم عام 1916، حل الجنرال روبرت نيفل محل المارشال جوزيف جوفري بصفة قائد الجيوش الفرنسية في الجبهة الغربية في ديسمبر. اقترح نيفل فكرة أن هجومًا مكثفًا على الخطوط الألمانية سوف يجلب النصر لفرنسا في غضون 48 ساعة. أدت الثورة الروسية، والانسحاب الألماني من خط هيندنبرغ واحتمالية إعلان الولايات المتحدة الحرب، إلى بعض المخاوف من الخطة التي كان قد مر على وضعها زمن. في اجتماع عُقد في 6 أبريل، وعلى الرغم من شكوك السياسيين الآخرين وقادة مجموعة الجيش والبريطانيين، أيد رئيس الوزراء الفرنسي الجديد ألكسندر ريبو الخطة. قدم نيفل استقالته لاحقًا لكنها رُفضت، على الرغم من تقويض سلطته. كان تحضير هجوم نيفل مهمة كبيرة ومكلفة، والتي تضنمت حوالي 1.2 مليون جندي و7000 آلية مدفعية على الجبهة بين رانس وروا. كان الهدف الرئيسي هو الهجوم على المواقع الألمانية على طول سلسلة جبال طريق السيدات في المعركة الثانية في أن والارتباط النهائي مع البريطانيين. كانت الخطة قيد التطوير منذ ديسمبر 1916 ولكنها تأخرت بسبب معاناة الاستعدادات من التأخير وتسريب المعلومات. بحلول أبريل 1917 كانت الخطط معروفة جيدًا للجيش الألماني، الذي قام باستعدادات دفاعية مكثفة، وذلك بإضافة التحصينات إلى جبهة «أن» وتعزيز الجيش السابع (الجنرال دير إينفانتيري وماكس فون بوين) مع الانقسامات الصادرة عن التراجع إلى خط هيندنبرغ. في عملية البريتش.
1. ↑  Doughty 2005، صفحات 344–346.
2. ↑  Doughty 2005، صفحة 325.
3. ↑  Uffindell 2015، صفحات 6–7.
4. ↑  Doughty 2005، صفحات 327–344.